# Rose Lee Maphis
Rose Lee „Rosalie“ Maphis (geboren als Doris Helen Schetrompf; * 29. Dezember 1922 in Baltimore, Maryland; † 26. Oktober 2021 in Nashville, Tennessee) war eine US-amerikanische Country-Musikerin. Maphis war mit ihrem Mann Joe Maphis eines der bekanntesten Ehepaare in der Countryszene der 1950er- und 1960er-Jahre.

## Leben

### Kindheit und Jugend
Rose Lee Maphis wurde 1922 in Maryland auf einer Farm geboren. Schon früh zeigte sie ein Interesse an der Musik und begann mit 15 Jahren im lokalen Radio in Hagerstown, Virginia, als Teil der Saddle Sweethearts ihre Karriere. Diese Gruppe zog um 1938 nach St. Louis, Missouri, wo sie auf KMOX auftrat und Mitglied des Old Fashioned Barn Dances wurde.

### Karriere
In den 1940er-Jahren wechselte Maphis zum Old Dominion Barn Dance in Richmond, Virginia, wo sie Joe Maphis kennenlernte, der ebenfalls in dieser Show auftrat. Jedoch zog Joe nach dem Zweiten Weltkrieg, in dem er als Soldat gekämpft hatte, nach Chicago. Nach seiner Rückkehr 1947 begannen Rose Lee und Joe gemeinsam aufzutreten und unternahmen zusammen Tourneen. 1951, nachdem sie nach Los Angeles gezogen waren, heirateten sie und begannen zwei Jahre später, erste Platten einzuspielen. Ihr 1954 aufgenommener Titel Dim Lights, Thick Smoke (and Loud, Loud Music) ist heute ein Klassiker des Honky Tonk. Währenddessen war das Ehepaar Gast in fast allen wichtigen Country-Shows der Westküste geworden, wie z. B. der Town Hall Party, dem Hometown Jamboree und in Tex Ritters TV-Show Ranch Party.
Während Joe als Musiker immer mehr Popularität erhielt, zog Rose Lee sich mehr aus dem Geschäft zurück und kümmerte sich um die Familie. 1961 veröffentlichte sie ihr erstes Soloalbum und nahm mit ihrem Mann sowie den Blue Ridge Mountain Boys das Bluegrassalbum Rose Lee & Joe Maphis auf. In den folgenden Jahren veröffentlichten sie gemeinsam immer wieder Alben und traten auf.
1968 zogen Joe und Rose Lee nach Nashville, wo sie einige Jahre aus der Musikszene verschwanden, bis ihr jüngster Sohn Jody zusammen mit seinem Vater 1971 das Album Guitaration Gap veröffentlichte. Rose Lee und Joes Album Dim Lights, Thick Smoke erschien 1978 und es folgten zwei weitere Alben. Nach Joe Maphis’ Tod an einem Tumor beendete Rose Lee ihre Karriere und arbeitete fortan im Opryland, der Heimat der Grand Ole Opry.

## Diskografie

### Singles
Alle Singles wurden zusammen mit Joe Maphis eingespielt.
| Jahr             | Titel                                                                                     | Anmerkungen                |
| ---------------- | ----------------------------------------------------------------------------------------- | -------------------------- |
| OKeh Records     |                                                                                           |                            |
| 1953             | Dim Lights, Thick Smoke (And Loud, Loud Music) / Black Mountain Rag (On A Saturday Night) |                            |
| 1953             | I'm A Stranger In My Home / Please Mister Mailman                                         |                            |
| 1954             | Dream House For Sale / The Go 'Fer Song                                                   |                            |
| 1954             | Let's Talk About Love / Devil's Doll                                                      |                            |
| 1954             | Honky Tonk Love Affair / Quicksand                                                        |                            |
| Columbia Records |                                                                                           |                            |
| 1955             | Honky Tonk Down Town / The Parting of the Way                                             |                            |
| 1956             | I’m Willin’ To Try / Let’s Pull Together                                                  |                            |
| 1959             | Fire On the Strings / I Love You Deeply                                                   | A-Seite nur von Joe Maphis |
| Starday Records  |                                                                                           |                            |
| 1964             | Hoot’n Annie / Remember (I’m Just As Close As the Phone)                                  |                            |
| 1965             | Hot Time in Nashville / I’ve Got To Take You Home                                         |                            |
| 1965             | Your Little Black Book / Don’t Pass Me By                                                 |                            |
| 1966             | Ridin’ Down Ole 99 / Turn On The Bright Lights                                            |                            |
| Mosrite Records  |                                                                                           |                            |
| 1966             | Send Me Your Love A.P.O. / Write Him A Letter                                             |                            |
| 1966             | Tunin’ Up For The Blues / A Lifetime of Love                                              |                            |
| 1967             | Country Girl Courtship / Pickin’ and Guitin’                                              |                            |
| Ripcord Records  |                                                                                           |                            |
| 1968             | You / Kiss a Day                                                                          |                            |
| Chart Records    |                                                                                           |                            |
| 1969             | Gee Aren’t We Lucky / Guitar Happy                                                        |                            |
| 1970             | Run That By Me One More Time / I Don’t Care                                               |                            |
| 1971             | Slippin’, Pickin’, Fiddlin’ / If I’m Gonna Have Your Lovin’                               |                            |
| Outreach Records |                                                                                           |                            |
| 1975             | Southern Bell Of Birmingham / Let Your Love Show                                          |                            |

### Alben
- 1961: Rose Lee Maphis
- 1962: Rose Lee & Joe Maphis (mit Joe Maphis und den Blue Ridge Mountain Boys)
- 1964: Mr. and Mrs. Country Music (mit Joe Maphis)
- 1964: Hootenanny Star
- 1978: Dim Lights, Thick Smoke (mit Joe Maphis)
- 1979: Boogie Woogie Flattop Guitar Pickin’ Man (mit Joe Maphis)
- 1980: Honky Tonk Cowboy (mit Joe Maphis)